# Gift med en dødsdømt
Gift med en dødsdømt er en dansk dokumentarfilm fra 1994, der er instrueret af Jørgen Flindt Pedersen.

## Handling
På dødsgangen i Huntsville-fængslet i Texas, USA, sidder en 35-årig fange og venter på at blive henrettet for et grusomt seksualmord. I Allinge på Bornholm sidder en kvinde og venter på brev fra ham. De to blev gift for halvandet år siden ved et usædvanligt bryllup, hvor brudgommens mor var stand-in for den dødsdømte. De to ægtefæller har aldrig rørt ved hinanden. Når de har været i samme lokale, har de været adskilt af armeret glas. Hvordan kan kærlighed opstå og eksistere under disse betingelser? Ikke så få danske kvinder brevveksler med dødsdømte mænd i Texas.